# Fine Line (album)
A Fine Line, Harry Styles angol énekes második stúdióalbuma, amely 2019. december 13-án jelent meg. Az album témái többek közt egy új személlyel való találkozás, szakítások és a "szex és a szomorúság", ahogy azt Styles maga mondta. Az album stílusa pop-rock, prog-pop, pszichedelikus pop, folk, soul, funk és indie pop.
Az albumról hat kislemez jelent meg, a Lights Up, az Adore You, a Falling, a Watermelon Sugar, a Golden és a Treat People with Kindness. Harmadik helyen debütált a UK Albums Charton és elsőn a Billboard 200-on, amellyel Styles második első helyezett albuma lett az Egyesült Államokban. Az album a harmadik legtöbbet eladott album volt egy héten 2019-ben és a legjobb debütálás brit férfi előadótól, 478 ezer eladott példánnyal.
A Fine Line-t pozitívan fogadták a kritikusok, a produceri munka és a stilisztikája miatt. Jelölve volt a 2020-as Brit Awards-on az Év albuma díjra és platinalemez lett az Egyesült Államokban. 2020-ban a Rolling Stone 491. helyre helyezte a Minden idők 500 legjobb albuma listáján.

## Háttere
Egy Rolling Stone-nal készített interjúban Styles azt mondta, hogy az utolsó simításokat végzi az album, amely "szexről és szomorúságról szól" illetve, hogy "a legkeményebb, legkifejezőbb dalok, amiket eddig írt." A második album irányzatáról Styles elmondta, hogy kalandosabb és szórakoztatóbb akart lenni a debütáló albumhoz képest.
Az album nagy részét a Camille Roweval való szakítási inspirálta. A válásuk után Kid Harpoon producer ösztönözte Stylest, hogy az érzéseit írja ki magából. A felvételek alatt inspirálta David Bowie, Van Morrison, Paul McCartney és Joni Mitchell. Legutóbbinak 1971-ben megjelent albuma, a Blue és a kiscimbalom használata kifejezetten befolyásolta Stylest, aki lekövette a cimbalom készítőjét és leckéket vett tőle. A hölgy készített végül az énekesnek is egy sajátot, amely megjelenik az albumon is. Styles beismerte, hogy az album készítése alatt több pszichedelikus drogot (pl. hallucinogén gombák) is fogyasztott.

## Megjelenés, promóció
Az album 2019. december 13-án jelent meg, a Columbia és az Erskine kiadásában. A Standard Edition CD-n, LP-ként, digitális letöltésként és streamelésre jelent meg. A Deluxe Editiont ugyanezen a napon, csak CD-ként adták ki. A Lights Up megjelenése előtt az albumot hirdetőtáblákon népszerűsítették a "Do You Know Who You Are?" (angolul: Tudod ki vagy?) felirattal világszerte. Marketingeltek közösségi médián egy Eroda elnevezésű szigetet, amelyet Styles és a csapata talált ki. Styles együttműködött a Spotify-jal, amelyre rajongókat hívtak meg egy titkos helyre Los Angelesbe, egy bemutatópartira, ahol megtapasztalhatták Erodat, amelyet az Adore You kislemez kiadása előtt találtak ki.
Styles a november 16-i Saturday Night Live epizódban is promotálta az albumot házigazdaként és zenei vendégként. December 10-én vendég-házigazda volt a The Late Late Show with James Cordenen. December 13-án a megjelenés napján tartott egy koncertet a Los Angeles-i The Forumban. A jegyek csak 25 dollárba kerültek azoknak, akik előrendelték az albumot. December 19-én fellépett Stormzyval a londoni Electric Ballroomban. Az album megjelenése után a Love On Tour turnén koncertezett.

### Kislemezek
A Lights Up volt az album első kislemeze 2019. október 11-én jelent meg és a harmadik helyen debütált a Brit kislemezlistán és 17. helyen a Billboard Hot 100-on.
December másodikán Styles bemutatta az Adore You kislemez előzetesét. A dal ás a videóklip december 6-án jelent meg, a videóklip hosszabb verziójának narrátora Rosalía, spanyol énekes volt. Az Adore You hatodik helyig jutott a Billboard Hot 100-on, amellyel az első top 10-es kislemeze volt a Sign of the Times óta. Az Egyesült Királyságban hetedik lett.
A Falling videóklipje 2020. február 28-án jelent meg és március 7-én jelent meg hivatalosan kislemezként. 15. helyig jutott a Brit kislemezlistán és 62-ig a Billboard Hot 100-on.
A Watermelon Sugar, az album negyedik kislemeze május 15-én jelent meg. Eredetileg promocionális kislemezként jelent meg 2019 novemberében, előadta a Saturday Night Live-on. A Brit kislemezlistán negyedik helyig jutott, amellyel a harmadik legjobb tízes kislemeze lett az albumról. Első helyig jutott az Egyesült Államokban, az előadó elsője ebben a kategóriában.
A Golden videóklipje 2020 októberében jelent meg. A Billboard Hot 100-on 74. helyig jutott és a Brit kislemezlistán pedig 36-ig jutott.

## Kereskedelmi teljesítménye
A Fine Line a Billboard 200 lista tetején debütált, 478 ezer eladott példánnyal, amellyel négy éve a legjobb debütálás volt egy pop albumnak férfi előadótól. A Fine Line minden idők legjobb eladási hetét hozta egy brit férfi előadótól. A második héten is első maradt, 89 ezer eladással és Ed Sheeran No.6 Collaborations Projectje óta az első album volt, amely 2 hetet töltött a lista első helyén. A Nielsen év végi riportja szerint a Fine Line az ötödik legsikeresebb album volt az évben. 2020. február 25-én érte el a platinalemez státuszt (RIAA).

## Számlista
| 1.    | Golden                     | Harry Styles Thomas Hull Tyler Johnson Mitch Rowland | 3:28 |
| 2.    | Watermelon Sugar           | Styles Hull Johnson Rowland                          | 2:53 |
| 3.    | Adore You                  | Styles Hull Johnson Amy Allen                        | 3:27 |
| 4.    | Lights Up                  | Styles Hull Johnson                                  | 2:52 |
| 5.    | Cherry                     | Styles Hull Johnson Sammy Witte Jeff Bhasker         | 4:19 |
| 6.    | Falling                    | Styles Hull                                          | 4:00 |
| 7.    | To Be So Lonely            | Styles Hull Rowland Johnson                          | 3:12 |
| 8.    | She                        | Styles Hull Rowland Bhasker                          | 6:02 |
| 9.    | Sunflower, Vol. 6          | Styles Hull Greg Kurstin                             | 3:41 |
| 10.   | Canyon Moon                | Styles Hull Rowland                                  | 3:09 |
| 11.   | Treat People with Kindness | Styles Bhasker Ilsey Juber                           | 3:17 |
| 12.   | Fine Line                  | Styles Hull Rowland Johnson Witte                    | 6:17 |
| 46:37 |                            |                                                      |      |

## Előadók
- Harry Styles – vokál, háttérének (1–10, 12), cimbalom (10), akusztikus gitár (12)
- Kid Harpoon (Thomas Hull) – producer (2, 6–8, 10, 12), co-producer (1), további produceri munka (4, 5), elektromos gitár (2–4, 8, 10), akusztikus gitár (1, 2, 10, 12), háttérének (1, 2, 7), moog basszus (1, 6, 7), zongora (2, 6, 8), basszusgitár (3, 5, 10), billentyűk (3, 8, 10), dobok (3, 9), hangmérnök és dob programozás (3), orgona (6)
- Tyler Johnson – producer (1, 2, 4, 5, 7, 12), co-producer (3, 8), további produceri munka (6, 10), billentyűk (1–5, 12), háttérének (1, 2, 4, 7), dobok programozása (3, 4), hangmérnök, dobok, basszusgitár és akusztikus gitár (4), programozás & elektromos gitár (5), keverés (7) zongora és moog basszus (12)
- Mitch Rowland – elektromos gitár (1, 2, 7, 8, 10, 12), dobok (1, 2, 7, 8, 12), slide gitár (1, 2, 5, 10), akusztikus gitár (7, 10), harang (1), háttérének (7)
- Sammy Witte – hangmérnök (1, 2, 4–8, 10, 12), producer & akusztikus gitár (5), háttérének (7)
- Spike Stent – keverés (1–3, 5, 6, 8–12)
- Michael Freeman – keverés (asszisztens) (1–3, 7, 8, 10, 12)
- Greg Kurstin – producer, hangmérnök, basszus, dobok, gitár, orgona, elektromos szitár (9)
- Jeff Bhasker – zongora (8, 11), producer, vonós hangszerelés, háttérének, mellotron (11)
- Jeremy Hatcher – hangmérnök (3, 4), hangmérnök (asszisztens) (1, 5, 7, 8)
- Mark Rankin – hangmérnök (tracks 2, 5, 7, 8), további hangmérnöki munka (1)
- Nick Lobel – hangmérnök (2, 4), további hangmérnöki munka (1, 7), keverés (7)
- Oli Jacobs – hangmérnök (asszisztens) (1, 2, 5, 7, 12)
- Oli Middleton – hangmérnök (asszisztens) (1, 2, 5, 7, 12)
- Jon Castelli – további hangmérnöki munka (1, 7), keverés (4), dob programozás (7)
- Rob Bisel – hangmérnök (5), további hangmérnöki munka (1, 5, 8)
- Kevin Smith – hangmérnök (asszisztens) (1, 5, 7, 8)
- Tyler Beans – hangmérnök (asszisztens) (1, 5, 8)
- Dylan Neustadter – hangmérnök (asszisztens) (1, 5, 8)
- Ivan Jackson – kürt (2, 4, 12)
- Matt Tuggle – hangmérnök (asszisztens) (2–4)
- Dan Ewins – hangmérnök (asszisztens) (2, 6, 12)
- Aaron Sterling – dobok (5, 7), ütőhangszerek (7)
- Gabe Noel – cselló, sarangi (7)
- Morgan Kibby – billentyűk, moog basszus & háttérének (12)
- Leo Abrahams – elektromos gitár (1, 6)
- Pino Palladino– basszusgitár (2, 8)
- Davey Chegwidden – ütőhangszerek (2, 10)
- Jason White – kórusvzetés (track 4, 11)
- Nikki Grier (Nikisha Daniel) – kórusvokál (4, 11)
- Tiffany Smith – kórusvokál (4, 11)
- Tiffany Stevenson – kórusvokál (4, 11)
- Brandon Winbush – kórusvokál (4, 11)
- David Campbell – vonós hangszerelés (5), zenekari hangszerelés (12)
- Sarah Jones – háttérének (2)
- Amy Allen – háttérének (3)
- Ian Fitchuk – konga (4)
- Elizabeth Pupo-Walker – konga (11)
- Matthew Wallick – hangmérnök (asszisztens) (4)
- Ingmar Carlson – keverés (asszisztens) (4)
- James Gadson – dobok (8)
- Julian Burg – hangmérnök (9)
- Alex Pasco – hangmérnök (9)
- John Kirby – billentyűk (10)
- Jess Wolfe – vokál (11)
- Holly Laesiig – vokál (11)
- Jason Morales – kórusvokál (4, 11)
- Nick Movshon – basszusgitár (11)
- Laurence Juber – gitár (11)
- Homer Steinweiss – dobok (11)
- Serena Goransson – hegedű (11)
- Tereza Stanislav – hegedű (11)
- Jonathan Moerschel – brácsa (11)
- Jacob Braun – cselló (11)
- Jens Jungkurth – hangmérnök (11)
- Ryan Nasci – hangmérnök (11)
- Molly Hawkins – kreatív vezető
- Randy Merrill – masterelés

## Slágerlisták
| Slágerlista (2019-2020)                | Legmagasabb pozíció |
| -------------------------------------- | ------------------- |
| Argentín Albumok (CAPIF)               | 1                   |
| Ausztrál Albumok (ARIA)                | 1                   |
| Osztrák Albumok (Ö3 Austria)           | 9                   |
| Belga Albumok (Ultratop Flanders)      | 4                   |
| Belga Albumok (Ultratop Wallonia)      | 28                  |
| Kanadai Albumok (Billboard)            | 1                   |
| Horvát Nemzetközi Albumok (HDU)        | 1                   |
| Cseh Albumok (ČNS IFPI)                | 4                   |
| Dán Albumok (Hitlisten)                | 4                   |
| Holland Albumok (Album Top 100)        | 1                   |
| Észt Albumok (Eesti Ekspress)          | 2                   |
| Finn Albumok (Suomen virallinen lista) | 5                   |
| Francia Albumok (SNEP)                 | 36                  |
| Német Albumok (Offizielle Top 100)     | 14                  |
| Görög Albumok (IFPI Greece)            | 2                   |
| Magyar Albumok (MAHASZ)                | 15                  |
| Izlandi Albumok (Tonlist)              | 2                   |
| Ír Albumok (IRMA)                      | 1                   |
| Olasz Albumok (FIMI)                   | 7                   |
| Japanese Hot Albums (Billboard Japan)  | 63                  |
| Japán Albumok (Oricon)                 | 52                  |
| Litván Albumok (AGATA)                 | 1                   |
| Mexikói Albumok (AMPROFON)             | 1                   |
| Új-zélandi Albumok (RMNZ)              | 1                   |
| Norvég Albumok (VG-lista)              | 2                   |
| Lengyel Albumok (ZPAV)                 | 5                   |
| Portugál Albumok (AFP)                 | 1                   |
| Skót Albumok (OCC)                     | 3                   |
| Szlovák Albumok (ČNS IFPI)             | 7                   |
| Dél-koreai Albumok (Gaon)              | 40                  |
| Spanyol Albumok (PROMUSICAE)           | 6                   |
| Svéd Albumok (Sverigetopplistan)       | 1                   |
| Svájci Albumok (Schweizer Hitparade)   | 6                   |
| UK Albums (OCC)                        | 3                   |
| US Billboard 200                       | 1                   |

### Év végi slágerlisták
| Slágerlista (2019)                | Legmagasabb helyezés |
| --------------------------------- | -------------------- |
| Ausztrál albumlista (ARIA)        | 42                   |
| Brit albumlista (OCC)             | 90                   |
| Mexikói albumlista (AMPROFON)     | 24                   |
| US Top 10 Albums (Total Sales)    | 5                    |
| US Top 10 Albums (Physical Sales) | 5                    |
| US Top 10 Albums (Digital Sales)  | 10                   |

## Elismerések
| Régió                                               | Minősítés  | Példányszám |
| --------------------------------------------------- | ---------- | ----------- |
| Ausztrália (ARIA)                                   | Platina    | 70,000^     |
| Brazília (Pro-Música Brasil)                        | Platina    | 40,000^     |
| Kanada (Music Canada)                               | 2× Platina | 160,000^    |
| Dánia (IFPI Denmark)                                | Platina    | 20,000^     |
| Olaszország (FIMI)                                  | Arany      | 25,000*     |
| Mexikó (AMPROFON)                                   | Platina    | 60,000*     |
| Új-Zéland (RMNZ)                                    | 2× Platina | 30,000*     |
| Norvégia (IFPI Norway)                              | Arany      | 10,000*     |
| Lengyelország (ZPAV)                                | Platina    | 20,000*     |
| Spanyolország (PROMUSICAE)                          | Arany      | 20,000^     |
| Svédország (GLF)                                    | Platina    | 30,000*     |
| Egyesült KIrályság (BPI)                            | Platina    | 300,000^    |
| Egyesült Államok (RIAA)                             | Platina    | 1,000,000^  |
| *csak hiteles, igazolt eladások ^eladások+streaming |            |             |

| Év   | Díjátadó                    | Díj                                   | Eredmény    | For.   |
| ---- | --------------------------- | ------------------------------------- | ----------- | ------ |
| 2020 | Brit Awards                 | Az Év Albuma                          | Jelölve     | [ 73 ] |
| 2020 | BreakTudo Awards (Brazília) | Az Év Albuma                          | Jelölve     | [ 74 ] |
| 2020 | American Music Awards       | Favorite Pop/Rock Album               | Folyamatban | [ 75 ] |
| 2020 | ARIA Music Awards           | Best International Artist (Fine Line) | Folyamatban | [ 76 ] |

| Kiadó         | Lista                                   | Helyezés          | For.   |
| ------------- | --------------------------------------- | ----------------- | ------ |
| Esquire       | "50 legjobb album 2019-ben"             | Nem kapott        | [ 77 ] |
| GQ            | "The albums that made 2019 great again" | "Special Mention" | [ 78 ] |
| Rolling Stone | "50 legjobb album 2019-ben"             | 23                | [ 79 ] |
| Rolling Stone | "Minden idők legjobb 500 albuma"        | 491               | [ 80 ] |

## Kiadások
| Régió       | Dátom              | Formátum(ok)                       | Verzió   | Kiadó                            | For.   |
| ----------- | ------------------ | ---------------------------------- | -------- | -------------------------------- | ------ |
| Világszerte | 2019. december 13. | digitális letöltés streaming LP CD | Standard | Columbia Records Erskine Records | [ 81 ] |
| Világszerte | 2019. december 13. | CD                                 | Deluxe   | Columbia Records Erskine Records | [ 82 ] |